# Thanh Phố, Thượng Hải
Thanh Phố (tiếng Trung: 青浦区, Hán Việt: Thanh Phố khu) là một quận của thành phố trực thuộc trung ương Thượng Hải, Cộng hòa Nhân dân Trung Hoa. Đây là một quận ngoại thành của Thượng Hải. Quận này có diện tích 675,54 km2, dân số năm theo điều tra dân số năm 2000 là 595.900 người.